# Horacio Troche
Horacio Federico Troche (ur. 14 lutego 1936 w Nueva Helvecia, zm. 14 lipca 2014) – piłkarz urugwajski.
Środkowy obrońca o niezbyt imponujących warunkach fizycznych (173 cm wzrostu i 70 kg wagi), który w latach 1959-66 rozegrał w reprezentacji Urugwaju 28 meczów. Wygrał ekwadorski turniej Copa América 1959, zdobywając mistrzostwo Ameryki Południowej. Wystąpił podczas dwóch finałów mistrzostw świata - w 1962 w Chile i w 1966 w Anglii. Podczas przegranego 0:4 ćwierćfinałowego meczu z NRF wdał się w bójkę z Uwe Seelerem.
Troche w 1967 roku przeszedł na jeden sezon z klubu Peñarol Montevideo (wcześniej grał w Nacionalu, z którym zdobył mistrzostwo Urugwaju w 1959 roku) do grającego w Bundeslidze klubu Alemannia Akwizgran (w której w sezonie 1967/68 rozegrał 24 mecze).